# 长苞紫堇
长苞紫堇（学名：Corydalis longibracteata），为罂粟科紫堇属下的一个种。

## 扩展阅读
維基物種上的相關：长苞紫堇